# Drink the Sea
Albums de The Glitch Mob
Love Death Immortality
(2014)
Singles
1. Drive It Like You Stole It

Drink The Sea est le premier album studio du groupe de musique électronique The Glitch Mob. Il contient le single Drive It Like You Stole It, qui fut n°2 de la liste Top Downloads en 2010.

## Liste des pistes
| 1.    | Animus Vox                      | 6:44 |
| 2.    | Bad Wings                       | 6:40 |
| 3.    | How To Be Eaten By A Woman      | 5:59 |
| 4.    | A Dream Within A Dream          | 5:23 |
| 5.    | Fistful Of Silence              | 5:11 |
| 6.    | Between Two Points (feat. Swan) | 5:35 |
| 7.    | We Swarm                        | 5:54 |
| 8.    | Drive It Like You Stole It      | 5:56 |
| 9.    | Fortune Days                    | 6:22 |
| 10.   | Starve The Ego, Feed The Soul   | 5:46 |
| 59:13 |                                 |      |